# Zesławice (przystanek kolejowy)
Zesławice – przystanek kolejowy w Raciborowicach, w województwie małopolskim, w Polsce. Nie zatrzymują się na nim żadne pociągi.